# حكايات جروب الدفعة (مسلسل)
حكايات جروب الدفعة مسلسل تلفزيوني مصري عائلي بدء عرضه في فبراير 2023.

## قصته
حادثة تُغير مجرى حياة ندى فبدلًا من بدء حياتها العملية تدخل في غيبوبة لمدة سبع سنوات لتتصاعد الأحداث.

## طاقم العمل
- شيري عادل
- عمرو وهبة
- ولاء الشريف
- بسمة داود
- أسامة الهادى
- إدوارد
- صفاء الطوخي
- أحمد ماجد
- محمد عادل
- تامر شلتوت
- بسمة نبيل